# Dutch Gold Mine
Dutch Gold Mine è un cortometraggio muto del 1911 diretto e interpretato da Mack Sennett. Prodotto dalla Biograph Company, il film segna l'esordio sullo schermo di Ford Sterling. Uscì nelle sale il 1º giugno 1911.

## Trama
Hans, gestore di un saloon in un distretto minerario, non riesce a farsi pagare dai minatori. Così decide di andarsene ma, prima di lasciare il luogo, gioca uno scherzo ai cercatori: si mette d'accordo con un commerciante di cavalli che gli procura tutti i cavalli della zona; poi, sparge la voce della scoperta di una vena d'oro nelle vicinanze. I cercatori corrono da lui per comperare gli animali che lui rivende a un prezzo maggiorato di cinque volte. Insieme al commerciante, Hans - ormai lontano da lì - si rallegra del piccolo scherzo che è riuscito a giocare ai minatori insolventi.

## Produzione
Il film fu prodotto dalla Biograph Company.

## Distribuzione
Distribuito dalla General Film Company, il film - un cortometraggio di 150 metri - uscì nelle sale statunitensi il 1º giugno 1911.
Nelle proiezioni, veniva programmato con il sistema dello split reel, accorpato in un'unica bobina con un altro cortometraggio prodotto dalla Biograph Company, la commedia Curiosity.